# Хорхе Убіко
Хорхе Убіко-і-Кастаньєда (ісп. Jorge Ubico y Castañeda; 10 листопада 1878 — 14 червня 1946) — гватемальський політик, президент і диктатор країни з лютого 1931 до липня 1944 року.

## Життєпис
Був військовим, мав військове звання генерала. До влади прийшов у результаті військового перевороту.
Прийшовши на пост глави держави, безкоштовно передав американській аграрній компанії United Fruit Company низку земель і надав американському капіталу деякі інші переваги. Провадив політику масових репресій. За його правління було введено заборону всіх робітничих організацій, а 1934 року було прийнято «Закон про волоцюг», які мали відпрацювати за наймом 180 днів на рік. 1944 Убіко надав право землевласникам розстрілювати кожного, хто без дозволу опиниться на їхній землі.
У червні 1944 року на вулиці столиці вийшли студенти, вчителі та інші, невдоволені правлінням Убіко. В результаті останнього було усунуто від влади. Однак Убіко, бажаючи залишити важелі влади у своїх руках, поставив на пост президента свою людину, а потім утік з країни до Мексики. 20 жовтня 1944 на вулиці Гватемали знову вийшли жителі країни й зажадали радикальних змін. Президентом став спочатку Хуан Хосе Аревало, а потім Хакобо Арбенс.
Хорхе Убіко згадується у романі Мігеля Анхеля Астуріаса «Очі похованих»
Помер у Новому Орлеані.